# 다이토 제도

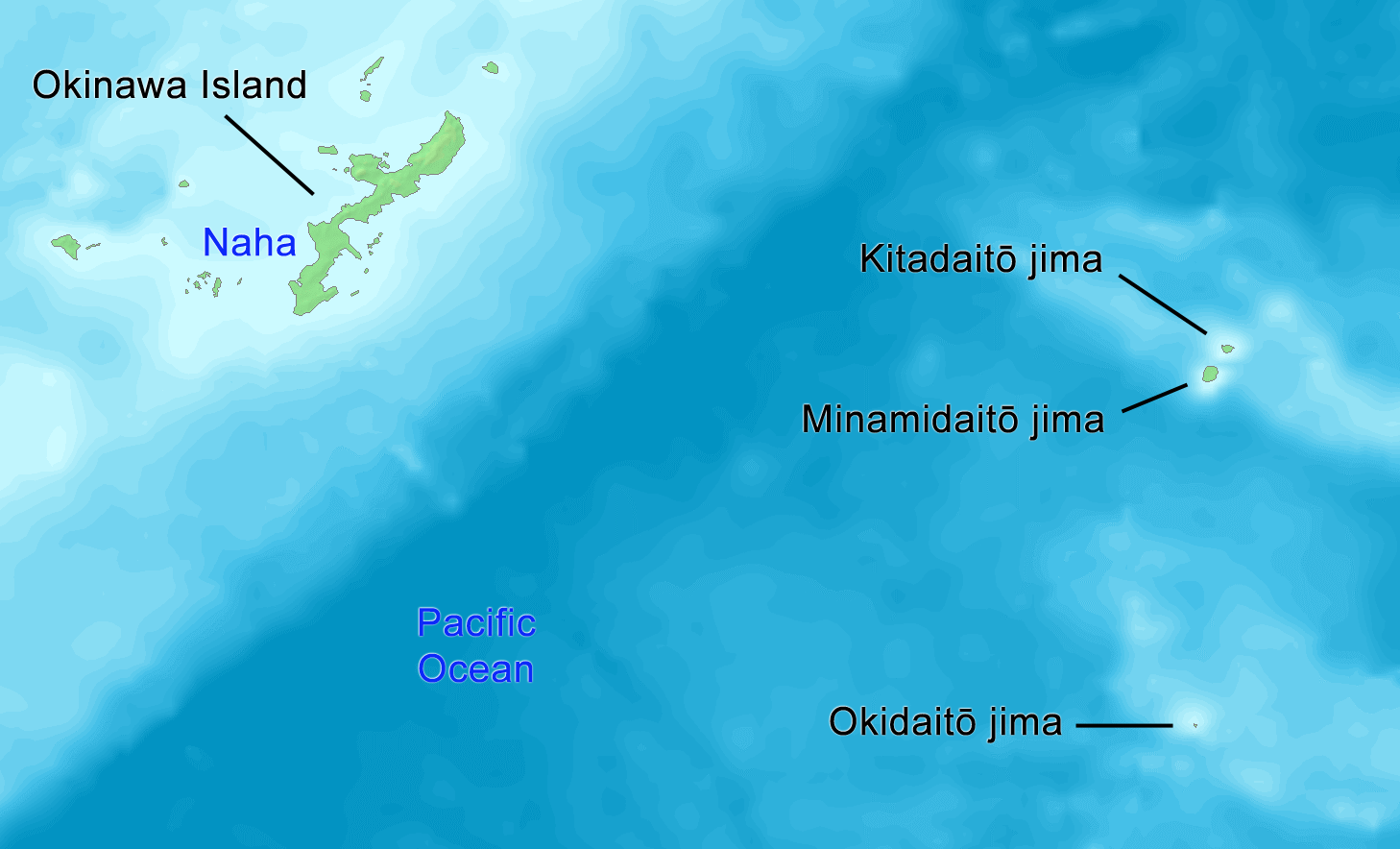
다이토 제도의 위치

다이토 제도(일본어: 大東諸島 だいとう しょとう[*])는 일본 류큐 열도의 동쪽에 있는 태평양의 제도이다. 기타다이토섬, 미나미다이토섬, 오키다이토섬으로 구성되어 있다. 행정구역상 기타다이토섬 및 오키다이토섬이 오키나와현 시마지리군 기타다이토촌, 미나미다이토섬이 미나미다이토촌에 속해 있다.

## 지리
오키나와섬의 동쪽, 약 340 km의 태평양상에 위치한다. 열대 몬순 기후가 나타나는 것이 특징이다.

## 역사
메이지 시대에 다른 지역에서 사람들이 이주해오기 전까지는 무인도였다. 1885년에 일본 영유가 확정되었다. 접안이 어려워 개척이 쉽지 않았으나, 1899년 다마오키(玉置半右衛門)가 이끄는 하치조섬(八丈島)에서 온 개척 이민 22명이 상륙, 정착에 성공했다. 그 이후 시정촌은 설치되지 않은 채 다마오키(玉置) 상회, 이어 대일본제당(大日本製糖)이 행정운영을 대신해 오다가 제2차 세계대전 이후 미군정 아래에서 미나미다이토촌(南大東村)과 기타다이토촌(北大東村)이 설치되었다.